# Djurgårdens IF Fotboll 2024

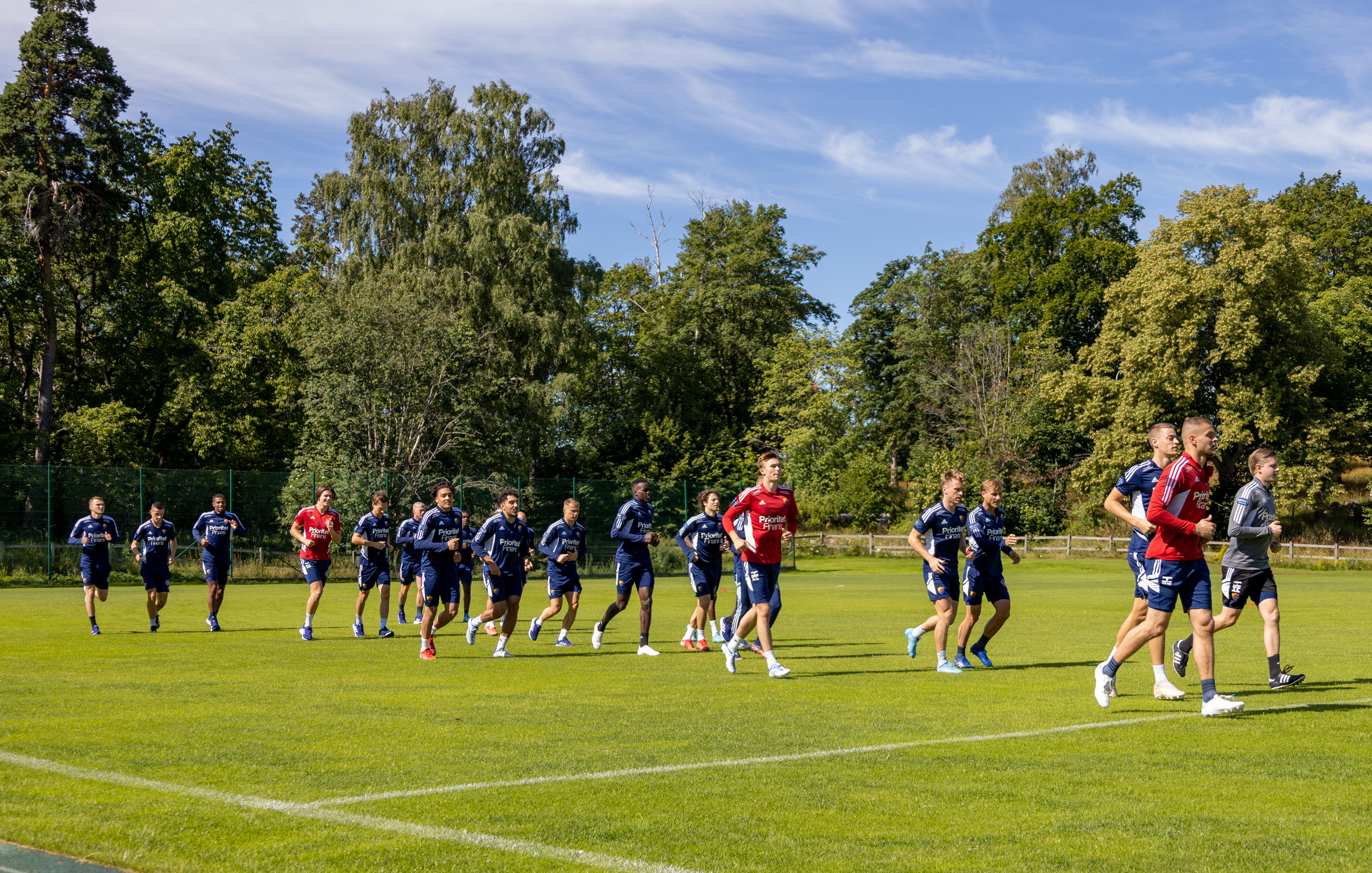
Träning för 2022 års trupp på Kaknäs IP.

Djurgårdens herrlag i fotboll tävlar under säsongen 2024 i Allsvenskan. Svenska cupen och Uefa Conference League.

## Truppen

### A-laget
Truppen aktuell per den: 22 oktober 2024.
| Nat      | Tränare            | Position                 | Född             | I DIF sedan                                | Kom från       |
| -------- | ------------------ | ------------------------ | ---------------- | ------------------------------------------ | -------------- |
| Sverige  | Roberth Björknesjö | Huvudtränare             | 30 april 1973    | 2024*                                      | Viggbyholms IK |
| Sverige  | Agon Mehmeti       | Assisterande tränare     | 20 november 1989 | 2024* (som tränare, i föreningen sen 2022) | Djurgårdens IF |
| Sverige  | Hugo Berggren      | Assisterande tränare/U21 | 13 december 1992 | 2016                                       | Djurgårdens IF |
| Grekland | Nikos Gkoulios     | Målvaktstränare          | 7 augusti 1977   | 2017                                       | IK Frej        |

| Nr | Nat     | Spelare                     | Position    | Född              | Längd  | I DIF sedan           | Kontrakt till | Kom från             | Moderklubb        | Ligamatcher | Mål |
| -- | ------- | --------------------------- | ----------- | ----------------- | ------ | --------------------- | ------------- | -------------------- | ----------------- | ----------- | --- |
| 30 | Sverige | Malkolm Nilsson Säfqvist    | Målvakt     | 3 augusti 1993    | 193 cm | 2024                  | 2027-12-31    | Halmstads BK         | IS Örnia          | 1           | 0   |
| 35 | Sverige | Jacob Rinne                 | Målvakt     | 20 juni 1993      | 188 cm | 2024*                 | 2028-12-31    | Al-Fateh             | Laxå IF           | 9           | 0   |
| 40 | Sverige | Max Croon                   | Målvakt     | 26 november 2005  | 187 cm | 2024                  | 2026-12-31    | Djurgårdens IF U19   | Viggbyholms IK    | 0           | 0   |
| 45 | Sverige | Oscar Jansson               | Målvakt     | 23 december 1990  | 187 cm | 2024*                 | 2024-12-31    | IFK Norrköping       | Karlslunds IF     | 6           | 0   |
| 2  | Sverige | Piotr Johansson             | Back        | 28 februari 1995  | 185 cm | 2022                  | 2025-12-31    | Kalmar FF            | Skurups AIF       | 70          | 0   |
| 3  | Sverige | Marcus Danielson            | Back        | 8 april 1989      | 192 cm | 2022* (och 2018-2020) | 2025-12-31    | GIF Sundsvall        | Skogstorps GoIF   | 117         | 14  |
| 4  | Sverige | Jacob Une Larsson           | Back        | 8 april 1994      | 181 cm | 2016 (utlånad 2022)   | 2024-12-31    | IF Brommapojkarna    | IF Brommapojkarna | 182         | 8   |
| 5  | Finland | Miro Tenho                  | Back        | 2 april 1995      | 188 cm | 2024                  | 2026-12-31    | HJK Helsingfors      | KaaPo             | 27          | 1   |
| 17 | Danmark | Peter Therkildsen           | Back        | 13 juni 1998      | 190 cm | 2024                  | 2027-06-30    | FK Haugesund         | HB Køge           | 13          | 0   |
| 18 | Sverige | Adam Ståhl                  | Back        | 8 oktober 1994    | 187 cm | 2024*                 | 2027-12-31    | Mjällby AIF          | Brämhults IK      | 13          | 1   |
| 19 | Sverige | Viktor Bergh                | Back        | 26 juli 1999      | 172 cm | 2024*                 | 2027-12-31    | IFK Värnamo          | Forssa BK         | 7           | 0   |
| 27 | Japan   | Keita Kosugi                | Back        | 18 mars 2006      | 168 cm | 2024                  | 2027-12-31    | Shonan Bellmare      | Nishi-Kamakura SC | 14          | 1   |
| 6  | Finland | Rasmus Schüller             | Mittfältare | 18 juni 1991      | 178 cm | 2021                  | 2025-12-31    | HJK Helsingfors      | FC Kasiysi        | 86          | 2   |
| 7  | Sverige | Magnus Eriksson (lagkapten) | Mittfältare | 8 april 1990      | 180 cm | 2020* (och 2016-2017) | 2025-12-31    | San Jose Earthquakes | AIK FF            | 164         | 29  |
| 8  | Sverige | Albin Ekdal                 | Mittfältare | 28 juli 1989      | 186 cm | 2024                  | 2025-12-31    | Spezia Calcio        | IF Brommapojkarna | 17          | 0   |
| 13 | Sverige | Daniel Stensson             | Mittfältare | 24 mars 1997      | 178 cm | 2024*                 | 2027-12-31    | IK Sirius            | Djurgårdens IF    | 8           | 0   |
| 14 | Sverige | Besard Sabovic              | Mittfältare | 5 januari 1998    | 186 cm | 2022* (och 2015-2019) | 2024-12-31    | FK Chimki            | IF Brommapojkarna | 74          | 6   |
| 22 | Sverige | Patric Åslund               | Mittfältare | 1 augusti 2002    | 183 cm | 2024*                 | 2028-12-31    | Västerås SK          | Västerås IK       | 9           | 2   |
| 28 | Sverige | Gideon Granström            | Mittfältare | 8 augusti 2005    | 186 cm | 2024                  | 2026-12-31    | Djurgårdens IF U19   | Sickla IF         | 0           | 0   |
|    | Sverige | Isak Alemayehu              | Mittfältare | 11 oktober 2006   | 173 cm | 2022                  | 2025-12-31    | Djurgårdens IF U19   | Djurgårdens IF    | 1           | 0   |
| 9  | Sverige | Haris Radetinac             | Anfallare   | 28 oktober 1985   | 187 cm | 2013*                 | 2024-12-31    | Mjällby AIF          | Novi Pazar        | 241         | 22  |
| 11 | Sverige | Deniz Hümmet                | Anfallare   | 13 september 1996 | 189 cm | 2024                  | 2026-12-31    | Kalmar FF            | Malmö FF          | 30          | 14  |
| 15 | Sverige | Oskar Fallenius             | Anfallare   | 1 november 2001   | 181 cm | 2023                  | 2026-12-31    | Brøndby IF           | IF Brommapojkarna | 49          | 4   |
| 16 | Norge   | Tobias Gulliksen            | Anfallare   | 9 juli 2003       | 177 cm | 2024                  | 2027-12-31    | FK Bodø/Glimt        | Konnerud IL       | 26          | 5   |
| 20 | Norge   | Tokmac Nguen                | Anfallare   | 20 oktober 1993   | 174 cm | 2024                  | 2025-12-31    | Ferencváros TC       | Vind IL           | 22          | 6   |
| 23 | Norge   | Gustav Wikheim              | Anfallare   | 18 mars 1993      | 182 cm | 2022                  | 2024-12-31    | Al-Fateh SC          | Strømsgodset IF   | 72          | 11  |
| 25 | Sverige | Kalipha Jawla               | Anfallare   | 11 april 2006     | 176 cm | 2024                  | 2026-12-31    | Djurgårdens IF U19   | Huddinge IF       | 0           | 0   |
| 26 | Danmark | August Priske               | Anfallare   | 23 mars 2004      | 187 cm | 2024*                 | 2028-12-31    | FC Midtjylland       | Stensballe IK     | 8           | 0   |
| 29 | Finland | Santeri Haarala             | Anfallare   | 17 december 1999  | 180 cm | 2024*                 | 2027-12-31    | Ilves Tammerfors     | Ilves Tammerfors  | 11          | 1   |

Ligamatcher & mål räknat efter säsongen 2024.
- = kom mitt under säsong

### Utlånade spelare under 2024
| Nr | Nat     | Spelare                                                    | Position    | Född              | Längd  | I DIF sedan | Kontrakt till | Kom från           | Moderklubb        | Ligamatcher | Mål |
| -- | ------- | ---------------------------------------------------------- | ----------- | ----------------- | ------ | ----------- | ------------- | ------------------ | ----------------- | ----------- | --- |
| 40 | Sverige | Max Croon (dubbel speltillhörighet tills vidare)           | Målvakt     | 26 november 2005  | 187 cm | 2024        | 2026-12-31    | Djurgårdens IF U19 | Viggbyholms IK    | 0           | 0   |
| 24 | Kenya   | Frank Odhiambo (utlånad tom 31 december 2024)              | Back        | 29 oktober 2002   | 190 cm | 2022        | 2026-12-31    | Gor Mahia FC       | Bongonaya FC      | 0           | 0   |
| 28 | Sverige | Gideon Granström (dubbel speltillhörighet tom 31 dec 2024) | Mittfältare | 8 augusti 2005    | 186 cm | 2024        | 2026-12-31    | Djurgårdens IF U19 | Sickla IF         | 0           | 0   |
| 12 | Sverige | Theo Bergvall (utlånad tom 31 december 2024)               | Back        | 21 september 2004 | 186 cm | 2023        | 2026-12-31    | IF Brommapojkarna  | IF Brommapojkarna | 4           | 0   |
| 25 | Sverige | Kalipha Jawla (dubbel speltillhörighet tom 31 dec 2024)    | Anfallare   | 11 april 2006     | 176 cm | 2024        | 2026-12-31    | Djurgårdens IF U19 | Huddinge IF       | 0           | 0   |
|    | Sverige | Isak Alemayehu (dubbel speltillhörighet tom 31 dec 2024)   | Mittfältare | 11 oktober 2006   | 173 cm | 2022        | 2025-12-31    | Djurgårdens IF U19 | Djurgårdens IF    | 1           | 0   |

### Spelare/ledare som lämnat under 2024
| Nr | Nat          | Spelare                                         | Position    | Född             | Längd  | I DIF sedan           | Kontrakt till | Kom från          | Moderklubb           | Ligamatcher | Mål |
| -- | ------------ | ----------------------------------------------- | ----------- | ---------------- | ------ | --------------------- | ------------- | ----------------- | -------------------- | ----------- | --- |
| 17 | Spanien      | Carlos Moros Gracia (såld 24 januari 2024)      | Back        | 15 april 1993    | 183 cm | 2023                  | 2025-12-31    | Mjällby AIF       | Valencia CF          | 8           | 0   |
| 29 | Sverige      | Noel Milleskog (såld 30 januari 2024)           | Anfallare   | 8 maj 2002       | 179 cm | 2023*                 | 2026-12-31    | Örebro SK         | Östra Almby FK       | 11          | 1   |
| 16 | Sverige      | Rami Kaib (såld 16 februari 2024)               | Back        | 8 maj 1997       | 178 cm | 2023*                 | 2026-12-31    | SC Heerenveen     | IFK Nyköping         | 5           | 0   |
| 22 | Azerbajdzjan | Musa Gurbanli (såld 14 juni 2024)               | Anfallare   | 23 april 2002    | 185 cm | 2023*                 | 2026-06-30    | Qarabağ FK        | Nefttji Baku         | 16          | 2   |
| 21 | Sverige      | Lucas Bergvall (såld 1 juli 2024)               | Mittfältare | 2 februari 2006  | 186 cm | 2023                  | 2025-12-31    | IF Brommapojkarna | IF Brommapojkarna    | 37          | 5   |
| 4  | Sverige      | Jesper Löfgren (såld 1 juli 2024)               | Back        | 3 maj 1997       | 193 cm | 2021                  | 2024-12-31    | SK Brann          | Halltorps IK         | 62          | 2   |
| 13 | Sverige      | Hampus Finndell (såld 17 juli 2024)             | Mittfältare | 6 juni 2000      | 177 cm | 2018                  | 2024-12-31    | FC Gröningen      | IF Brommapojkarna    | 80          | 13  |
| 26 | Sverige      | Samuel Dahl (såld 28 juli 2024)                 | Back        | 4 mars 2003      | 171 cm | 2023*                 | 2027-12-31    | Örebro SK         | IFK Västerås         | 28          | 0   |
| 18 | Angola       | Felix Vá (såld 1 augusti 2024)                  | Anfallare   | 24 augusti 1998  | 165 cm | 2023*                 | 2026-12-31    | Apollon Limassol  | Progresso Sambizanga | 11          | 2   |
| 10 | Sverige      | Samuel Leach Holm (såld 15 augusti 2024)        | Mittfältare | 9 oktober 1997   | 184 cm | 2024 (och 2008-2015)  | 2026-12-31    | IF Brommapojkarna | IFK Österåker        | 16          | 2   |
| 35 | Sverige      | Jacob Widell Zetterström (såld 16 augusti 2024) | Målvakt     | 11 juli 1998     | 197 cm | 2019 (sabbatsår 2020) | 2025-12-31    | IFK Lidingö       | Djurgårdens IF       | 87          | 0   |
|    | Sverige      | Kim Bergstrand (entledigades 21 oktober 2024)   | Tränare     | 18 april 1968    |        | 2019                  | 2025-12-31    | IK Sirius         |                      | 177         |     |
|    | Sverige      | Thomas Lagerlöf (entledigades 21 oktober 2024)  | Tränare     | 15 november 1971 |        | 2019                  | 2025-12-31    | IK Sirius         |                      | 177         |     |

## Allsvenskan
| Omgång | Datum                                 | Motståndare       | H/B | Resultat | Målskyttar | Varningar                                                                     | Domare              | Publik | Arena                | Position |
| ------ | ------------------------------------- | ----------------- | --- | -------- | --- | ----------------------------------------------------------------------------- | ------------------- | ------ | -------------------- | -------- |
| 1      | Måndag 1 april                        | IFK Göteborg      | B   | 4-1      | Danielson 39' (straff), L. Bergvall 45+7' (nick) (Leach Holm), Tenho 72' (Danielson), Gulliksen 76' (Fallenius) | Sabovic 45+2', Dahl 45+5'                                                     | Glenn Nyberg        | 17 879 | Gamla Ullevi         | 3        |
| 2      | Måndag 8 april                        | BK Häcken         | H   | 3-3      | Nguen (2) 87' (Dahl), 89' (L. Bergvall), Danielson 90+4' (straff)                                               | L. Bergvall 40'                                                               | Mohammed Al-Hakim   | 22 485 | Tele2 Arena          | 5        |
| 3      | Söndag 14 april                       | IK Sirius         | H   | 2-0      | Leach Holm 16' (frispark), Hümmet 72' (Gulliksen)                                                               | Gulliksen 37', Wikheim 87'                                                    | Fredrik Klitte      | 19 486 | Tele2 Arena          | 2        |
| 4      | Söndag 21 april                       | AIK FF            | B   | 0-2      | | Ekdal 51', Sabovic 72', Johansson 82'                                         | Glenn Nyberg        | 44 734 | Friends Arena        | 4        |
| 5      | Torsdag 25 april                      | Malmö FF          | H   | 0-1      | | Leach Holm 82', Nguen (rött) 83'                                              | Mohammed Al-Hakim   | 23 010 | Tele2 Arena          | 7        |
| 6      | Söndag 28 april                       | Gais              | H   | 1-0      | Hümmet 54' (Radetinac)                                                                                          | Sabovic 90+7'                                                                 | Kristoffer Karlsson | 17 579 | Tele2 Arena          | 4        |
| 7      | Söndag 5 maj                          | Västerås SK       | B   | 2-0      | Leach Holm 31' (Fallenius), Fallenius 54' (Ekdal)                                                               | Leach Holm 23', Danielson 52'                                                 | Fredrik Klitte      | 8 714  | Hitachi Energy Arena | 3        |
| 8      | Söndag 12 maj                         | IF Elfsborg       | H   | 2-0      | Sabovic 47' (Hümmet), Gulliksen 70' (Wikheim)                                                                   | Une Larsson 51'                                                               | Victor Wolf         | 19 418 | Tele2 Arena          | 2        |
| 9      | Torsdag 16 maj                        | IF Brommapojkarna | B   | 5-0      | Hümmet (3) 53' (Gulliksen), 57' (L. Bergvall), 85' (straff), Gulliksen 3' (Johansson), Nguen 80' (Dahl)         | Une Larsson 42'                                                               | Joakim Östling      | 3 780  | Grimsta IP           | 2        |
| 10     | Måndag 20 maj                         | Halmstads BK      | H   | 2-0      | Wikheim 7' (Hümmet), Nguen 16' (Widell Zetterström)                                                             | Wikheim 52'                                                                   | Adam Ladebäck       | 16 796 | Tele2 Arena          | 2        |
| 11     | Lördag 25 maj                         | Mjällby AIF       | B   | 3-1      | L. Bergvall (2) 11', 23', Hümmet 87' (nick) (Gulliksen)                                                         |                                                                               | Granit Maqedonci    | 5 005  | Strandvallen         | 2        |
| 12     | Söndag 2 juni                         | Hammarby IF FF    | H   | 0-3      | | T. Bergvall 14', L. Bergvall 27', Wikheim 55'                                 | Mohammed Al-Hakim   | 27 344 | Tele2 Arena          | 2        |
| 13     | Måndag 8 juli                         | IFK Norrköping    | B   | 3-1      | Hümmet 13' (nick) (Nguen), Gulliksen 60' (Hümmet), Sabovic 68' (frispark)                                       | Therkildsen 22', Sabovic 28', Eriksson 90+4'                                  | Joakim Östling      | 12 616 | Platinumcars Arena   | 2        |
| 14     | Söndag 14 juli                        | IFK Värnamo       | H   | 1-0      | Hümmet 17' (Nguen)                                                                                              | Sabovic 42', Ekdal 90+4'                                                      | Fredrik Klitte      | 17 788 | Tele2 Arena          | 2        |
| 15     | Lördag 20 juli                        | Kalmar FF         | B   | 1-2      | Fallenius 30' (nick) (Gulliksen)                                                                                | Nilsson Säfqvist 75'                                                          | Richard Sundell     | 9 634  | Guldfågeln Arena     | 2        |
| 16     | Söndag 28 juli                        | IF Elfsborg       | B   | 2-1      | Åslund 36' (Hümmet), Sabovic 77' (Leach Holm)                                                                   | Une Larsson 20', Sabovic 77', Fallenius 90+1'                                 | Victor Wolf         | 10 117 | Borås Arena          | 2        |
| 17     | Söndag 4 augusti                      | IFK Göteborg      | H   | 1-1      | Ståhl 90+2' (nick) (Kosugi)                                                                                     | Gulliksen 45+3', Wikheim 45+3'                                                | Kristoffer Karlsson | 23 418 | Tele2 Arena          | 2        |
| 19     | Söndag 18 augusti                     | AIK FF            | H   | 0-2      | | Gulliksen 24', Bergstrand 39' (rött), Ståhl 66', Bergh 81', Une Larsson 90+6' | Victor Wolf         | 26 225 | Tele2 Arena          | 3        |
| 20     | Söndag 25 augusti                     | IK Sirius         | B   | 1-0      | Åslund 46' (Haarala)                                                                                            | Stensson 30', Une Larsson 68'                                                 | Granit Maqedonci    | 9 829  | Studenternas IP      | 2        |
| 21     | Söndag 1 september                    | Malmö FF          | B   | 0-4      | | Rinne 32', Schüller 36'                                                       | Fredrik Klitte      | 20 432 | Eleda Stadion        | 3        |
| 22     | Söndag 15 september                   | Mjällby AIF       | H   | 1-1      | Hümmet 42' (Ståhl)                                                                                              | Radetinac 15', Rinne 36', Sabovic 79', Gulliksen 90+3'                        | Adam Ladebäck       | 16 489 | Tele2 Arena          | 3        |
| 18     | Torsdag 19 september                  | BK Häcken         | B   | 2-1      | Haarala 64' (Bergh), Nguen 75' (Ståhl)                                                                          | Sabovic 24', Lagerlöf 95'                                                     | Oscar Johnson       | 4 741  | Bravida Arena        | 2        |
| 23     | Söndag 22 september                   | Gais              | B   | 0-3      | | Kosugi 57'                                                                    | Glenn Nyberg        | 9 187  | Gamla Ullevi         | 2        |
| 24     | Onsdag 25 september                   | IF Brommapojkarna | H   | 2-1      | Gulliksen 16' (Nguen), Hümmet 80' (Haarala)                                                                     | Danielson 6', Schüller 90+3', Priske 90+9'                                    | Adi Aganovic        | 12 357 | Tele2 Arena          | 2        |
| 25     | Söndag 29 september                   | IFK Värnamo       | B   | 1-1      | Hümmet 81' (Haarala)                                                                                            | Priske 44'                                                                    | Granit Maqedonci    | 3 005  | Finnvedsvallen       | 2        |
| 26     | Söndag 6 oktober                      | Kalmar FF         | H   | 1-1      | Kosugi 50' |                                                                               | Joakim Östling      | 15 310 | Tele2 Arena          | 3        |
| 27     | Söndag 20 oktober & måndag 21 oktober | Hammarby IF FF    | B   | 0-2      | | Sabovic 37', Priske 53', Radetinac 90+1, Nguen 90+7'                          | Fredrik Klitte      | 27 881 | Tele2 Arena          | 4        |
| 28     | Måndag 28 oktober                     | Västerås SK       | H   | 2-1      | Nguen 30' (Gulliksen), Hümmet 48' (Nguen)                                                                       | Nguen 45+2'                                                                   | Victor Wolf         | 14 450 | Tele2 Arena          | 4        |
| 29     | Söndag 3 november                     | Halmstads BK      | B   | 0-1      | | Wikheim 68', Hümmet 81'                                                       | Fredrik Klitte      | 7 009  | Örjans vall          | 4        |
| 30     | Söndag 10 november                    | IFK Norrköping    | H   | 3-1      | Hümmet (2) 25', 53' (Wikheim), Wikheim 63' (Gulliksen)                                                          | Sabovic 7', Une Larsson 47'                                                   | Adam Ladebäck       | 17 938 | Tele2 Arena          | 4        |

## Europaspel

### Kval till Uefa Conference League 2024/2025
| Omgång                 | Datum              | Motståndare           | H/B | Resultat | Målskyttar                                                      | Varningar                                         | Domare                | Publik | Arena                                      |
| ---------------------- | ------------------ | --------------------- | --- | -------- | --------------------------------------------------------------- | ------------------------------------------------- | --------------------- | ------ | ------------------------------------------ |
| Kvalomgång 2 match 1/2 | Torsdag 25 juli    | FC Progrès Niederkorn | H   | 3-0      | Hümmet (2) 27' (Fallenius), 61' (Fallenius), Wikheim 21'        | Wikheim 35', Tenho 42', Danielson 54', Dahl 80'   | Alessandro Dudic      | 15 089 | Tele2 Arena                                |
| Kvalomgång 2 match 2/2 | Torsdag 1 augusti  | FC Progrès Niederkorn | B   | 0-1      |                                                                 | Schüller 15', Une Larsson 36' (rött), Sabovic 76' | Goga Kikacheishvili   | 1 900  | Stade Municipal de la Ville de Differdange |
| Kvalomgång 3 match 1/2 | Torsdag 8 augusti  | Ilves Tammerfors      | B   | 1-1      | Wikheim 57' (Fallenius)                                         | Sabovic 64'                                       | Edgars Maļcevs        | 8 017  | Tammela stadion                            |
| Kvalomgång 3 match 2/2 | Torsdag 15 augusti | Ilves Tammerfors      | H   | 3-1      | Sabovic 14' (Kosugi), Hümmet 43' (Tenho), Ståhl 52' (Danielson) | Gulliksen 56', Ståhl 80', Eriksson 85'            | Elchin Masiyev        | 16 258 | Tele2 Arena                                |
| Playoff match 1/2      | Torsdag 22 augusti | NK Maribor            | H   | 1-0      | Nugen 69' (Hümmet)                                              |                                                   | Jasper Vergoote       | 12 579 | Tele2 Arena                                |
| Playoff match 2/2      | Torsdag 29 augusti | NK Maribor            | B   | 1-0      | Hümmet 4' (Wikheim)                                             | Stensson 90', Priske 90+2', Danielson 90+4'       | Manfredas Lukjančukas | 8 150  | Ljudski vrt                                |

### Conference League 2024/2025

#### Tabell
| Nr | Lag                   | S | V | O | F | GM | IM | MS  | P  |
| -- | --------------------- | - | - | - | - | -- | -- | --- | -- |
| 1  | Chelsea               | 6 | 6 | 0 | 0 | 23 | 4  | +19 | 18 |
| 2  | Vitória Guimarães     | 6 | 4 | 2 | 0 | 13 | 6  | +7  | 14 |
| 3  | Fiorentina            | 6 | 4 | 1 | 1 | 18 | 7  | +11 | 13 |
| 4  | Rapid Wien            | 6 | 4 | 1 | 1 | 11 | 5  | +6  | 13 |
| 5  | Djurgårdens IF        | 6 | 4 | 1 | 1 | 11 | 7  | +4  | 13 |
| 6  | Lugano                | 6 | 4 | 1 | 1 | 11 | 7  | +4  | 13 |
| 7  | Legia Warszawa        | 6 | 4 | 0 | 2 | 13 | 5  | +8  | 12 |
| 8  | Cercle Brugge         | 6 | 3 | 2 | 1 | 14 | 7  | +7  | 11 |
| 9  | Jagiellonia Białystok | 6 | 3 | 2 | 1 | 10 | 5  | +5  | 11 |
| 10 | Shamrock Rovers       | 6 | 3 | 2 | 1 | 12 | 9  | +3  | 11 |
| 11 | APOEL                 | 6 | 3 | 2 | 1 | 8  | 5  | +3  | 11 |
| 12 | Pafos                 | 6 | 3 | 1 | 2 | 11 | 7  | +4  | 10 |
| 13 | Panathinaikos         | 6 | 3 | 1 | 2 | 10 | 7  | +3  | 10 |
| 14 | Olimpija Ljubljana    | 6 | 3 | 1 | 2 | 7  | 6  | +1  | 10 |
| 15 | Real Betis            | 6 | 3 | 1 | 2 | 6  | 5  | +1  | 10 |
| 16 | Heidenheim            | 6 | 3 | 1 | 2 | 7  | 7  | 0   | 10 |
| 17 | Gent                  | 6 | 3 | 0 | 3 | 8  | 8  | 0   | 9  |
| 18 | FC Köpenhamn          | 6 | 2 | 2 | 2 | 8  | 9  | −1  | 8  |
| 19 | Víkingur              | 6 | 2 | 2 | 2 | 7  | 8  | −1  | 8  |
| 20 | Borac Banja Luka      | 6 | 2 | 2 | 2 | 4  | 7  | −3  | 8  |
| 21 | Celje                 | 6 | 2 | 1 | 3 | 13 | 13 | 0   | 7  |
| 22 | AC Omonia             | 6 | 2 | 1 | 3 | 7  | 7  | 0   | 7  |
| 23 | Molde FK              | 6 | 2 | 1 | 3 | 10 | 11 | −1  | 7  |
| 24 | TSC                   | 6 | 2 | 1 | 3 | 10 | 13 | −3  | 7  |
| 25 | Heart of Midlothian   | 6 | 2 | 1 | 3 | 6  | 9  | −3  | 7  |
| 26 | İstanbul Başakşehir   | 6 | 1 | 3 | 2 | 9  | 12 | −3  | 6  |
| 27 | Mladá Boleslav        | 6 | 2 | 0 | 4 | 7  | 10 | −3  | 6  |
| 28 | Astana                | 6 | 1 | 2 | 3 | 3  | 5  | −2  | 5  |
| 29 | St. Gallen            | 6 | 1 | 2 | 3 | 10 | 18 | −8  | 5  |
| 30 | HJK                   | 6 | 1 | 1 | 4 | 3  | 9  | −6  | 4  |
| 31 | Noah                  | 6 | 1 | 1 | 4 | 6  | 16 | −10 | 4  |
| 32 | The New Saints        | 6 | 1 | 0 | 5 | 5  | 10 | −5  | 3  |
| 33 | Lask                  | 6 | 0 | 3 | 3 | 5  | 14 | −9  | 3  |
| 34 | Dinamo Minsk          | 6 | 1 | 0 | 5 | 4  | 13 | −9  | 3  |
| 35 | Larne                 | 6 | 1 | 0 | 5 | 3  | 12 | −9  | 3  |
| 36 | Petrocub Hîncești     | 6 | 0 | 2 | 4 | 5  | 14 | −9  | 2  |

#### Matcher
| Datum               | Motståndare       | H/B | Resultat | Målskyttar                                                        | Varningar                                                           | Domare          | Publik | Arena                | Position |
| ------------------- | ----------------- | --- | -------- | ----------------------------------------------------------------- | ------------------------------------------------------------------- | --------------- | ------ | -------------------- | -------- |
| Torsdag 3 oktober   | Lask              | B   | 2-2      | Priske 58' (Wikheim), Nugen 65' (Gulliksen)                       | Nugen 75', Gulliksen 90+4'                                          | Bulat Sariyev   | 8 500  | Oberösterreich Arena | 16       |
| Torsdag 24 oktober  | Vitória Guimarães | H   | 1-2      | Stensson 62' (Ståhl)                                              | Danielson 45+2', Sabovic 90+1'                                      | Genc Nuza       | 12 666 | Tele2 Arena          | 24       |
| Torsdag 7 november  | Panathinaikos     | H   | 2-1      | Gulliksen 49' (Sabovic), Hümmet 72' (Nugen)                       | Ståhl 13', Stensson 70', Nugen 80'                                  | Igor Pajac      | 17 376 | Tele2 Arena          | 16       |
| Torsdag 28 november | The New Saints    | B   | 1-0      | Gulliksen 41' (Ståhl)                                             | Ståhl 39', Schüller 73', Une Larsson 85'                            | Philip Farrugia | 3 568  | The Croud Meadow     | 12       |
| Torsdag 12 december | Víkingur          | B   | 2-1      | Kosugi 62' (Nugen), Wikheim 65' (Hümmet)                          | Kosugi 27', Stensson 45+1', Tenho 74', Tenho 76' (rött), Hümmet 83' | Luka Bilbija    | 1 450  | Kópavogsvöllur       | 11       |
| Torsdag 19 december | Legia Warszawa    | H   | 3-1      | Nugen 24' (Stensson), Hümmet 45+4' (Nugen), Åslund 76' (Stensson) | Sabovic 43', Danielson 45+16', Kosugi 84'                           | David Šmajc     | 23 270 | Tele2 Arena          | 5        |

## Svenska cupen
| Omgång      | Datum                   | Motståndare      | H/B | Resultat       | Målskyttar | Varningar                                                        | Domare            | Publik | Arena                    |
| ----------- | ----------------------- | ---------------- | --- | -------------- | --- | ---------------------------------------------------------------- | ----------------- | ------ | ------------------------ |
| 2           | Onsdag 23 augusti 2023  | Sandvikens IF    | B   | 5-1            | Milleskog (2) 10' (Finndell), 66' (Wikheim), Gurbanli 12' (Vá), Danielson 45' (straff), Radetinac 90' (Wikheim) |                                                                  | Jasmin Svraka     | 2 583  | Jernvallen               |
| Gruppspel   | Måndag 19 februari 2024 | Skövde AIK       | H   | 2-0            | Hümmet 5' (L. Bergvall), Tenho 18' (nick) (Schüller)                                                            | Tenho 74'                                                        | Glenn Nyberg      | 7 559  | Tele2 Arena              |
| Gruppspel   | Söndag 25 februari 2024 | Nordic United FC | B   | 5-0            | L. Bergvall (2) 11' (Fallenius), 67', Schüller 4' (Hümmet), Hümmet 48' (L. Bergvall), Självmål 82'              | Dahl 57', Leach Holm 58', Nilsson Säfqvist (rött) 77'            | Adam Ladebäck     | 3 600  | Södertälje fotbollsarena |
| Gruppspel   | Söndag 3 mars 2024      | IFK Göteborg     | H   | 3-0            | Gulliksen 76' (L. Bergvall), Hümmet 81', Sabovic 90+3' (Dahl)                                                   |                                                                  | Joakim Östling    | 16 684 | Tele2 Arena              |
| Kvartsfinal | Söndag 10 mars 2024     | Degerfors IF     | H   | 3–0            | Danielson 47' (nick) (Gulliksen), Sabovic 69' (Dahl), Fallenius 84' (L. Bergvall)                               |                                                                  | Adam Ladebäck     | 12 828 | Tele2 Arena              |
| Semifinal   | Söndag 17 mars 2024     | AIK FF           | B   | 1-1, 4-3 e str | L. Bergvall (nick) 14' (Schüller). Straffmålskyttar: Danielson, Gulliksen, Hümmet                               | Dahl 9', Leach Holm 36', Gulliksen 95'                           | Mohammed Al-Hakim | 36 910 | Friends Arena            |
| Final       | Onsdag 1 maj 2024       | Malmö FF         | B   | 1-1, 2-5 e str | Hümmet 78' (Gulliksen). Straffmålskyttar: Danielson                                                             | Sabovic 9', Gulliksen 49', Hümmet 78', Eriksson 110', Tenho 115' | Adam Ladebäck     | 17 264 | Eleda Stadion            |

| Omgång | Datum                   | Motståndare | H/B | Resultat | Målskyttar | Varningar | Domare        | Publik | Arena          |
| ------ | ----------------------- | ----------- | --- | -------- | --- | --------- | ------------- | ------ | -------------- |
| 2      | Torsdag 10 oktober 2024 | FC Järfälla | B   | 6-1      | Priske (4) 14' (nick) (Gulliksen), 63' (Gulliksen), 82', (Gulliksen), 84' (Bergh), Gulliksen 5' (Priske), Therkildsen 25' (Gulliksen) |           | Jasmin Svraka | 1 406  | Järfällavallen |

## Träningsmatcher
| Datum              | Motståndare       | H/B | Resultat                    | Målskyttar | Varningar | Domare            | Publik | Arena                             |
| ------------------ | ----------------- | --- | --------------------------- | --- | --------- | ----------------- | ------ | --------------------------------- |
| Lördag 20 januari  | IF Brommapojkarna | B   | 0-3                         | | Vá 39'    | Victor Wolf       | 428    | Grimsta IP                        |
| Lördag 27 januari  | Västerås SK       | B   | 0-0 (avbruten)              | |           | Mohammed Al-Hakim | 2 756  | Hitachi Energy Arena              |
| Tisdag 6 februari  | Mjällby AIF       | H   | 0-1                         | |           |                   |        | Ciudad deportiva de Barranco Seco |
| Lördag 10 februari | Viking FK         | H   | 1-3                         | Sabovic 85' (Johansson) | 39', 88'  | Rambod Beigi      |        | Tele2 Arena                       |
| Fredag 22 mars     | Örebro SK         | H   | 5-0                         | Danielson (nick) 4' (Therkildsen), Fallenius 26', Hümmet 54' (Fallenius), Saed 72' (nick) (Leach Holm), Therkildsen 78' (Fallenius) |           | Tess Olofsson     |        | Lidingövallen                     |
| Fredag 28 juni     | IK Sirius         | H   | 2-2                         | Leach Holm 47' (frispark), Sabovic 55' (Nguen)                                                                                      |           | Faruk Nehdi       |        | Enavallen                         |
| Fredag 22 november | IF Elfsborg       | H   | 0-3                         | |           | Faruk Nehdi       | 0      | Tele2 Arena                       |
| Torsdag 5 december | HJK Helsingfors   | H   | 6-1 Spelades 3 x 40 minuter | Eriksson (2) 65' (Sabovic), 105+5', Haarala (2) 67' (Sabovic), 71' (Bergh), Åslund 91' (Priske), Fallenius 98'                      |           | Marcus Holmberg   | 0      | Tele2 Arena                       |

## Statistik

### För spelåret 2024
| Spelare                             | Allsvenskan | Allsvenskan | Allsvenskan | Allsvenskan | Svenska cupen | Svenska cupen | Svenska cupen | Svenska cupen | Conference League | Conference League | Conference League | Conference League | Totalt | Totalt | Totalt | Totalt |
| Spelare                             | Ma          | Må          | As          | Po          | Ma            | Må            | As            | Po            | Ma                | Må                | As                | Po                | Ma     | Må     | As     | Po     |
| ----------------------------------- | ----------- | ----------- | ----------- | ----------- | ------------- | ------------- | ------------- | ------------- | ----------------- | ----------------- | ----------------- | ----------------- | ------ | ------ | ------ | ------ |
| Deniz Hümmet                        | 30          | 14          | 4           | 18          | 6             | 4             | 1             | 5             | 12                | 6                 | 2                 | 8                 | 48     | 24     | 7      | 31     |
| Tobias Gulliksen                    | 26          | 5           | 5           | 10          | 5             | 2             | 6             | 8             | 12                | 2                 | 1                 | 3                 | 43     | 9      | 12     | 21     |
| Tokmac Nguen                        | 22          | 6           | 5           | 11          | 0             | 0             | 0             | 0             | 9                 | 3                 | 3                 | 6                 | 31     | 9      | 8      | 17     |
| Lucas Bergvall                      | 12          | 3           | 2           | 5           | 6             | 3             | 4             | 7             | 0                 | 0                 | 0                 | 0                 | 18     | 6      | 6      | 12     |
| Gustav Wikheim                      | 24          | 2           | 2           | 4           | 1             | 0             | 0             | 0             | 12                | 3                 | 2                 | 5                 | 37     | 5      | 4      | 9      |
| Oskar Fallenius                     | 23          | 2           | 2           | 4           | 7             | 1             | 1             | 2             | 9                 | 0                 | 3                 | 3                 | 39     | 3      | 6      | 9      |
| Besard Sabovic                      | 27          | 3           | 0           | 3           | 5             | 2             | 0             | 2             | 12                | 1                 | 1                 | 2                 | 44     | 6      | 1      | 7      |
| August Priske                       | 8           | 0           | 0           | 0           | 1             | 4             | 1             | 5             | 7                 | 1                 | 0                 | 1                 | 16     | 5      | 1      | 6      |
| Adam Ståhl                          | 13          | 1           | 2           | 3           | 0             | 0             | 0             | 0             | 11                | 1                 | 2                 | 3                 | 24     | 2      | 4      | 6      |
| Marcus Danielson                    | 23          | 2           | 1           | 3           | 7             | 1             | 0             | 1             | 11                | 0                 | 1                 | 1                 | 41     | 3      | 2      | 5      |
| Samuel Leach Holm                   | 16          | 2           | 2           | 4           | 6             | 0             | 0             | 0             | 1                 | 0                 | 0                 | 0                 | 23     | 2      | 2      | 4      |
| Keita Kosugi                        | 14          | 1           | 1           | 2           | 0             | 0             | 0             | 0             | 10                | 1                 | 1                 | 2                 | 24     | 2      | 2      | 4      |
| Santeri Haarala                     | 11          | 1           | 3           | 4           | 0             | 0             | 0             | 0             | 5                 | 0                 | 0                 | 0                 | 16     | 1      | 3      | 4      |
| Samuel Dahl                         | 15          | 0           | 2           | 2           | 6             | 0             | 2             | 2             | 1                 | 0                 | 0                 | 0                 | 22     | 0      | 4      | 4      |
| Patric Åslund                       | 9           | 2           | 0           | 2           | 0             | 0             | 0             | 0             | 4                 | 1                 | 0                 | 1                 | 13     | 3      | 0      | 3      |
| Miro Tenho                          | 27          | 1           | 0           | 1           | 6             | 1             | 0             | 1             | 6                 | 0                 | 1                 | 1                 | 39     | 2      | 1      | 3      |
| Daniel Stensson                     | 8           | 0           | 0           | 0           | 1             | 0             | 0             | 0             | 7                 | 1                 | 2                 | 3                 | 16     | 1      | 2      | 3      |
| Rasmus Schüller                     | 14          | 0           | 0           | 0           | 4             | 1             | 2             | 3             | 10                | 0                 | 0                 | 0                 | 28     | 1      | 2      | 3      |
| Viktor Bergh                        | 7           | 0           | 1           | 1           | 1             | 0             | 1             | 1             | 5                 | 0                 | 0                 | 0                 | 13     | 0      | 2      | 2      |
| Peter Therkildsen                   | 13          | 0           | 0           | 0           | 4             | 1             | 0             | 1             | 6                 | 0                 | 0                 | 0                 | 23     | 1      | 0      | 1      |
| Självmål                            |             |             |             | 0           |               | 1             |               | 1             |                   |                   |                   |                   |        | 1      |        | 1      |
| Piotr Johansson                     | 12          | 0           | 1           | 1           | 6             | 0             | 0             | 0             | 0                 | 0                 | 0                 | 0                 | 18     | 0      | 1      | 1      |
| Albin Ekdal                         | 17          | 0           | 1           | 1           | 5             | 0             | 0             | 0             | 1                 | 0                 | 0                 | 0                 | 23     | 0      | 1      | 1      |
| Jacob Widell Zetterström            | 17          | 0           | 1           | 1           | 5             | 0             | 0             | 0             | 4                 | 0                 | 0                 | 0                 | 26     | 0      | 1      | 1      |
| Haris Radetinac                     | 17          | 0           | 1           | 1           | 7             | 0             | 0             | 0             | 8                 | 0                 | 0                 | 0                 | 32     | 0      | 1      | 1      |
| Jacob Une Larsson                   | 22          | 0           | 0           | 0           | 2             | 0             | 0             | 0             | 8                 | 0                 | 0                 | 0                 | 32     | 0      | 0      | 0      |
| Magnus Eriksson                     | 17          | 0           | 0           | 0           | 5             | 0             | 0             | 0             | 4                 | 0                 | 0                 | 0                 | 26     | 0      | 0      | 0      |
| Jacob Rinne                         | 9           | 0           | 0           | 0           | 0             | 0             | 0             | 0             | 6                 | 0                 | 0                 | 0                 | 15     | 0      | 0      | 0      |
| Oscar Jansson                       | 6           | 0           | 0           | 0           | 1             | 0             | 0             | 0             | 2                 | 0                 | 0                 | 0                 | 9      | 0      | 0      | 0      |
| Musa Gurbanli                       | 2           | 0           | 0           | 0           | 2             | 0             | 0             | 0             | 0                 | 0                 | 0                 | 0                 | 4      | 0      | 0      | 0      |
| Theo Bergvall                       | 2           | 0           | 0           | 0           | 1             | 0             | 0             | 0             | 0                 | 0                 | 0                 | 0                 | 3      | 0      | 0      | 0      |
| Malkolm Nilsson Säfqvist            | 1           | 0           | 0           | 0           | 1             | 0             | 0             | 0             | 0                 | 0                 | 0                 | 0                 | 2      | 0      | 0      | 0      |
| Felix Vá                            | 0           | 0           | 0           | 0           | 2             | 0             | 0             | 0             | 0                 | 0                 | 0                 | 0                 | 2      | 0      | 0      | 0      |
| Alieu Atlee Manneh                  | 0           | 0           | 0           | 0           | 1             | 0             | 0             | 0             | 0                 | 0                 | 0                 | 0                 | 1      | 0      | 0      | 0      |
| Jack Tagesson                       | 0           | 0           | 0           | 0           | 1             | 0             | 0             | 0             | 0                 | 0                 | 0                 | 0                 | 1      | 0      | 0      | 0      |
| Isak Alemayehu                      | 0           | 0           | 0           | 0           | 1             | 0             | 0             | 0             | 0                 | 0                 | 0                 | 0                 | 1      | 0      | 0      | 0      |
| Senast uppdaterad 20 december 2024. |             |             |             |             |               |               |               |               |                   |                   |                   |                   |        |        |        |        |

### Allsvenskan

#### Mål
1. Deniz Hümmet, 14 (1 straff) (1 nick)
2. Tokmac Nguen, 6
3. Tobias Gulliksen, 5
4. Lucas Bergvall, 3 (1 nick)
5. Besard Sabovic, 3 (1 frispark)
6. Marcus Danielson, 2 (2 straffar)
7. Samuel Leach Holm, 2 (1 frispark)
8. Oskar Fallenius, 2 (1 nick)
9. Patric Åslund, 2
10. Gustav Wikheim, 2
11. Miro Tenho, 1
12. Adam Ståhl, 1 (1 nickmål)
13. Santeri Haarala, 1
14. Keita Kosugi, 1

#### Assist
1. Tokmac Nguen, 5
2. Tobias Gulliksen, 5
3. Deniz Hümmet, 4
4. Santeri Haarala, 3
5. Oskar Fallenius, 2
6. Lucas Bergvall, 2
7. Samuel Dahl, 2
8. Samuel Leach Holm, 2
9. Adam Ståhl, 2
10. Gustav Wikheim, 2
11. Marcus Danielson, 1
12. Haris Radetinac, 1
13. Albin Ekdal, 1
14. Piotr Johansson, 1
15. Jacob Widell Zetterström, 1
16. Keita Kosugi, 1
17. Viktor Bergh, 1

#### Varningar
1. Besard Sabovic, 10
2. Jacob Une Larsson, 6
3. Gustav Wikheim, 5
4. Tobias Gulliksen, 4
5. Tokmac Nguen, 3 (1 rött)
6. August Priske, 3
7. Samuel Leach Holm, 2
8. Lucas Bergvall, 2
9. Albin Ekdal, 2
10. Jacob Rinne, 2
11. Marcus Danielson, 2
12. Rasmus Schüller, 2
13. Haris Radetinac, 2
14. Kim Bergstrand, 1 (1 rött)
15. Samuel Dahl, 1
16. Piotr Johansson, 1
17. Theo Bergvall, 1
18. Peter Therkildsen, 1
19. Magnus Eriksson, 1
20. Malkolm Nilsson Säfqvist, 1
21. Oskar Fallenius, 1
22. Adam Ståhl, 1
23. Viktor Bergh, 1
24. Daniel Stensson, 1
25. Thomas Lagerlöf, 1
26. Keita Kosugi, 1
27. Deniz Hümmet, 1

### Conference League 2024/2025

#### Mål
1. Deniz Hümmet, 6
2. Gustav Wikheim, 3
3. Tokmac Nguen, 3
4. Tobias Gulliksen, 2
5. Besard Sabovic, 1
6. Adam Ståhl, 1
7. August Priske, 1
8. Daniel Stensson, 1
9. Keita Kosugi, 1
10. Patric Åslund, 1

#### Assist
1. Oskar Fallenius, 3
2. Tokmac Nguen, 3
3. Gustav Wikheim, 2
4. Adam Ståhl, 2
5. Deniz Hümmet, 2
6. Daniel Stensson, 2
7. Keita Kosugi, 1
8. Miro Tenho, 1
9. Marcus Danielson, 1
10. Tobias Gulliksen, 1
11. Besard Sabovic, 1

#### Varningar
1. Besard Sabovic, 4
2. Marcus Danielson, 4
3. Miro Tenho, 3 (1 rött)
4. Adam Ståhl, 3
5. Daniel Stensson, 3
6. Jacob Une Larsson, 2 (1 rött)
7. Tobias Gulliksen, 2
8. Tokmac Nguen, 2
9. Rasmus Schüller, 2
10. Keita Kosugi, 2
11. Gustav Wikheim, 1
12. Samuel Dahl, 1
13. Magnus Eriksson, 1
14. August Priske, 1
15. Deniz Hümmet, 1

### Svenska cupen 2024/2025

#### Mål
1. August Priske, 4 (1 nick)
2. Tobias Gulliksen,1
3. Peter Therkildsen,1

#### Assist
1. Tobias Gulliksen, 4
2. August Priske,1
3. Viktor Bergh, 1

### Svenska cupen 2023/2024

#### Mål
1. Deniz Hümmet, 4
2. Lucas Bergvall, 3 (1 nick)
3. Noel Milleskog, 2
4. Marcus Danielson, 2 (1 straff) (1 nick)
5. Besard Sabovic, 2
6. Musa Gurbanli, 1
7. Haris Radetinac, 1
8. Miro Tenho, 1 (1 nick)
9. Rasmus Schüller, 1
10. Tobias Gulliksen, 1
11. Oskar Fallenius, 1
12. Självmål, 1

#### Assist
1. Lucas Bergvall, 4
2. Gustav Wikheim, 2
3. Samuel Dahl, 2
4. Rasmus Schüller, 2
5. Hampus Finndell, 1
6. Felix Vá, 1
7. Oskar Fallenius, 1
8. Deniz Hümmet, 1
9. Tobias Gulliksen, 1

#### Varningar
1. Samuel Dahl, 2
2. Samuel Leach Holm, 2
3. Tobias Gulliksen, 2
4. Miro Tenho, 2
5. Malcolm Nilsson Säfqvist, 1 (1 rött)
6. Besard Sabovic, 1
7. Deniz Hümmet, 1
8. Magnus Eriksson, 1

### Träningsmatcher

#### Mål
1. Besard Sabovic, 2
2. Magnus Eriksson, 2
3. Santeri Haarala, 2
4. Oskar Fallenius, 2
5. Marcus Danielson, 1 (1 nick)
6. Deniz Hümmet, 1
7. Ahmed Saed, 1 (1 nick)
8. Peter Therkildsen, 1
9. Samuel Leach Holm, 1 (1 frispark)
10. Patric Åslund, 1

#### Assist
1. Oskar Fallenius, 2
2. Besard Sabovic, 2
3. Piotr Johansson, 1
4. Peter Therkildsen, 1
5. Samuel Leach Holm, 1
6. Tokmac Nguen, 1
7. Viktor Bergh, 1
8. August Priske, 1

## Truppförändringar

### Tröjnummerförändringar
| Datum                  | Namn              | Från | Till | Länk   |
| ---------------------- | ----------------- | ---- | ---- | ------ |
| Fredag 19 januari 2024 | Jacob Une Larsson | 27   | 4    | dif.se |

### Spelare/ledare in
Efter Allsvenskan 2023 och inför/under säsongen 2024:
| Datum                         | Nr | Namn                     | Från               | Position    | Kommentar                                                                | Länk                       |
| ----------------------------- | -- | ------------------------ | ------------------ | ----------- | ------------------------------------------------------------------------ | -------------------------- |
| Onsdag 29 november 2023 18:00 | 10 | Samuel Leach Holm        | IF Brommapojkarna  | Mittfältare | Bosman, 3-årskontrakt (tom 31 december 2026).                            | dif.se & bpfotboll.se      |
| Torsdag 8 december 2023       | 40 | Max Croon                | Djurgårdens IF U19 | Målvakt     | Flyttas upp från U19 på 3-årigt lärlingskontrakt (tom 31 december 2026). | dif.se                     |
| Torsdag 8 december 2023       | 28 | Gideon Granström         | Djurgårdens IF U19 | Mittfältare | Flyttas upp från U19 på 3-årigt lärlingskontrakt (tom 31 december 2026). | dif.se                     |
| Torsdag 8 december 2023       | 25 | Kalipha Jawla            | Djurgårdens IF U19 | Anfallare   | Flyttas upp från U19 på 3-årigt lärlingskontrakt (tom 31 december 2026). | dif.se                     |
| Fredag 9 december 2023 19:00  | 30 | Malkolm Nilsson Säfqvist | Halmstads BK       | Målvakt     | Köp, 4-årskontrakt (tom 31 december 2027).                               | dif.se & hbk.se            |
| Onsdag 20 december 2023 17:00 | 5  | Miro Tenho               | HJK Helsingfors    | Back        | Bosman, 3-årskontrakt (tom 31 december 2026).                            | dif.se & hjk.fi            |
| Lördag 30 december 2023 17:00 | 8  | Albin Ekdal              | Spezia Calcio      | Mittfältare | Bosman, 2-årskontrakt (tom 31 december 2025).                            | dif.se & speziacalcio.com  |
| Tisdag 30 januari 2024 09:30  | 11 | Deniz Hümmet             | Kalmar FF          | Anfallare   | Bosman, 3-årskontrakt (tom 31 december 2026).                            | dif.se                     |
| Onsdag 21 februari 2024 20:00 | 17 | Peter Therkildsen        | FK Haugesund       | Back        | Köp, 3,5-årskontrakt (tom 30 juni 2027).                                 | dif.se & fkh.no            |
| Fredag 23 februari 2024 20:00 | 25 | Tobias Gulliksen         | FK Bodø/Glimt      | Anfallare   | Köp, 4-årskontrakt (tom 31 december 2027).                               | dif.se & glimt.no          |
| Onsdag 13 mars 2024 19:00     | 22 | Patric Åslund            | Västerås SK        | Mittfältare | Köp, 4,5-årskontrakt from 1 juli 2024 (tom 31 december 2028).            | dif.se & vskfotboll.se     |
| Fredag 22 mars 2024 12:00     | 27 | Keita Kosugi             | Shonan Bellmare    | Back        | Värvning, 4-årskontrakt (tom 31 december 2028).                          | dif.se & bellamare.jp      |
| Måndag 25 mars 2024 20:00     | 20 | Tokmac Nguen             | Ferencváros TC     | Anfallare   | Bosman, 2-årskontrakt (tom 31 december 2025).                            | dif.se & fradi.hu          |
| Onsdag 24 juli 2024 08:30     | 19 | Viktor Bergh             | IFK Värnamo        | Back        | Köp, 3,5-årskontrakt (tom 31 december 2027).                             | dif.se & ifkvarnamo.se     |
| Onsdag 24 juli 2024 09:00     | 18 | Adam Ståhl               | Mjällby AIF        | Back        | Köp, 3,5-årskontrakt (tom 31 december 2027).                             | dif.se & maif.se           |
| Måndag 5 augusti 2024 10:30   | 26 | August Priske            | FC Midtjylland     | Anfallare   | Köp, 4,5-årskontrakt (tom 31 december 2028).                             | dif.se & fcm.dk            |
| Måndag 12 augusti 2024 19:00  | 35 | Jacob Rinne              | Al-Fateh           | Målvakt     | Bosman, 4,5-årskontrakt (tom 31 december 2028).                          | dif.se & x.com             |
| Tisdag 13 augusti 2024 17:30  | 13 | Daniel Stensson          | IK Sirius          | Mittfältare | Köp, 3,5-årskontrakt (tom 31 december 2027).                             | dif.se & siriusfotboll.se  |
| Onsdag 21 augusti 2024 18:00  | 45 | Oscar Jansson            | IFK Norrköping     | Målvakt     | Bosman, kontrakt året ut (tom 31 december 2024).                         | dif.se & ifknorrkoping.se  |
| Torsdag 22 augusti 2024 21:30 | 29 | Santeri Haarala          | Ilves Tammerfors   | Anfallare   | Köp, 3,5-årskontrakt (tom 31 december 2027).                             | dif.se & ilvesfootball.com |
| Tisdag 21 oktober 2024        |    | Roberth Björknesjö       | Viggbyholms IK     | Tränare     | Tar över som tränare året ut.                                            | dif.se                     |
| Tisdag 21 oktober 2024        |    | Agon Mehmeti             | Djurgårdens IF     | Tränare     | Flyttas upp som assisterande tränare året ut.                            | dif.se                     |

### Spelare/ledare ut
Efter Allsvenskan 2023 och inför/under säsongen 2024:
| Datum                    | Nr | Namn                     | Till                   | Position    | Kommentar                                                                       | Länk                            |
| ------------------------ | -- | ------------------------ | ---------------------- | ----------- | ------------------------------------------------------------------------------- | ------------------------------- |
| Söndag 5 november 2023   | 30 | Tommi Vaiho              | IFK Norrköping         | Målvakt     | Kontraktet går ut. Skrev på ett halvårskontrakt med IFK Norrköping 19 mars.     | dif.se & ifknorrkoping.se       |
| Söndag 5 november 2023   | 5  | Elliot Käck              | Slutar spela fotboll.  | Back        | Kontraktet går ut och han avslutar karriären.                                   | dif.se                          |
| Söndag 7 januari 2024    | 19 | Pierre Neurath Bengtsson | Slutar spela fotboll.  | Back        | Kontraktet går ut. Berättade i april 2024 att han avslutar karriären.           | dif.se                          |
| Måndag 8 januari 2024    | 30 | André Picornell          | Okänt                  | Målvakt     | Kontraktet går ut.                                                              | dif.se                          |
| Lördag 13 januari 2024   |    | Axel Wallenborg          | IFK Stocksund          | Back        | Kontraktet avslutas i förtid. Skrev på för nya klubben inför säsongen 2024.     | dif.se & ifkstocksund.se        |
| Torsdag 18 januari 2024  | 4  | Jesper Löfgren           | FC Luzern              | Back        | Lånas ut tom 30 juni 2024.                                                      | dif.se & fcl.ch                 |
| Torsdag 18 januari 2024  | 20 | Isak Alemayehu           | Feyenoord              | Mittfältare | Lånas ut tom 30 juni 2024.                                                      | dif.se & feyenoord.nl           |
| Onsdag 24 januari 2024   | 17 | Carlos Moros Gracia      | HJK Helsingfors        | Back        | Försäljning.                                                                    | dif.se & hjk.fi                 |
| Tisdag 30 januari 2024   | 29 | Noel Milleskog           | IK Sirius              | Anfallare   | Försäljning, 5-årskontrakt med nya klubben (tom 31 december 2028).              | dif.se & siriusfotboll.se       |
| Torsdag 1 februari 2024  | 13 | Hampus Finndell          | Eintracht Braunschweig | Mittfältare | Lånas ut tom 30 juni 2024 med köpoption.                                        | dif.se & eintracht.com          |
| Fredag 2 februari 2024   | 21 | Lucas Bergvall           | Tottenham Hotspur FC   | Mittfältare | Försäljning from 1 juli 2024, 5-årskontrakt med nya klubben (tom 30 juni 2029). | dif.se & tottenhamhotspur.com   |
| Fredag 16 februari 2024  | 16 | Rami Kaib                | IF Elfsborg            | Back        | Försäljning, 3-årskontrakt med nya klubben (tom 31 december 2026).              | dif.se & elfsborg.se            |
| Onsdag 28 februari 2024  | 28 | Gideon Granström         | FC Stockholm           | Mittfältare | Lånas ut tom 31 december 2024 med dubbel speltillhörighet.                      | dif.se & fcsthlm.com            |
| Onsdag 28 februari 2024  | 25 | Kalipha Jawla            | FC Stockholm           | Anfallare   | Lånas ut tom 31 december 2024 med dubbel speltillhörighet.                      | dif.se & fcsthlm.com            |
| Tisdag 13 mars 2024      | 24 | Frank Odhiambo           | AFC Eskilstuna         | Back        | Lånas ut tom 31 december 2024.                                                  | dif.se & afc-eskilstuna.se      |
| Tisdag 26 mars 2024      | 18 | Felix Vá                 | Lillestrøm SK          | Anfallare   | Lånas ut tom 1 augusti 2024 med köpoption.                                      | dif.se & lsk.no                 |
| Onsdag 15 maj 2024       | 18 | Felix Vá                 | Lillestrøm SK          | Anfallare   | Klart att köpoptionen aktiveras 1 augusti 2024 när transferfönstret öppnas.     | dif.se & lsk.no                 |
| Torsdag 16 maj 2024      | 40 | Max Croon                | Sandvikens IF          | Målvakt     | Lånas ut tills vidare med dubbel speltillhörighet.                              | dif.se & sandvikensiffotboll.se |
| Onsdag 22 maj 2024       | 4  | Jesper Löfgren           | FC Luzern              | Back        | Klart att köpoptionen aktiveras 1 juli 2024 när transferfönstret öppnas.        | dif.se & fcl.ch                 |
| Fredag 14 juni 2024      | 22 | Musa Gurbanli            | Qarabağ FK             | Anfallare   | Försäljning, 3-årskontrakt med nya klubben (tom 30 juni 2027).                  | dif.se & qarabagh.com           |
| Onsdag 17 juli 2024      | 13 | Hampus Finndell          | Viking FK              | Mittfältare | Försäljning, 4,5-årskontrakt med nya klubben (tom 31 december 2028).            | dif.se & vikingfootball.no      |
| Söndag 28 juli 2024      | 26 | Samuel Dahl              | AS Roma                | Back        | Försäljning.                                                                    | dif.se & asroma.com             |
| Torsdag 15 augusti 2024  | 10 | Samuel Leach Holm        | BK Häcken              | Mittfältare | Försäljning, 3,5-årskontrakt med nya klubben (tom 31 december 2027).            | dif.se & bkhacken.se            |
| Fredag 16 augusti 2024   | 35 | Jacob Widell Zetterström | Derby County FC        | Målvakt     | Försäljning, 3-årskontrakt med nya klubben (tom 30 juni 2027).                  | dif.se & dcfc.co.uk             |
| Lördag 24 augusti 2024   | 12 | Theo Bergvall            | IF Brommapojkarna      | Back        | Lånas ut tom 31 december 2024.                                                  | dif.se & bpfotboll.se           |
| Onsdag 11 september 2024 | 25 | Kalipha Jawla            | Utsiktens BK           | Anfallare   | Lånas ut tom 31 december 2024 med dubbel speltillhörighet.                      | dif.se & utsiktensbk.se         |
| Onsdag 11 september 2024 | 20 | Isak Alemayehu           | FC Stockholm           | Mittfältare | Lånas ut tom 31 december 2024 med dubbel speltillhörighet.                      | dif.se & fcsthlm.com            |
| Måndag 21 oktober 2024   |    | Kim Bergstrand           |                        | Tränare     | Entledigas.                                                                     | dif.se                          |
| Måndag 21 oktober 2024   |    | Thomas Lagerlöf          |                        | Tränare     | Entledigas.                                                                     | dif.se                          |

## Föreningen

### Ledare
- Sportchef:  Bosse Andersson
- Huvudtränare:  Roberth Björknesjö
- Assisterande tränare/U21:  Agon Mehmeti,  Hugo Berggren
- Målvaktstränare:  Nikos Gkoulios
- Lagledare:  Daniel Granqvist
- Fysioterapeut:  Simone Cullura
- Naprapat:  Karl Barrling,  David Ed Söderström
- Fystränare och legitimerad sjukgymnast/fysioterapeut:  Jens Ericsson
- Naprapat/Ortopedtekniker:  Anton Hagberg
- Läkare (ortoped):  Håkan Nyberg
- Läkare (kardiolog):  Bengt Sparrelid
- Läkare (allmänläkare):  Johan Bergling
- Läkare:  Martin Turesson
- Materialare:  Patrik Eklöf

### Spelartröjor
- Tillverkare: Adidas
- Huvudsponsor: Mobill
- Hemmatröja: Blårandig
- Bortatröja: Vit
- Tredjetröja: Lila
- Spelarnamn: Ja